# Hadena assamica
Hadena assamica är en fjärilsart som beskrevs av W. Warren 1913. Hadena assamica ingår i släktet Hadena och familjen nattflyn. Inga underarter finns listade i Catalogue of Life.